# Kullorsuaq
Kullorsuaq o antigament Kuvdlorssuaq és un municipi del nord-oest de Groenlàndia. Té 405 habitants. És l'assentament més al nord dins l'arxipèlag Upernavik, situat a l'illa Kullorsuaq, al sud de la Badia Melville, una indentació de la Badia Baffin.
Aquest assentament es va fundar l'any 1928, i va esdevenir una estació comercial que va créixer en extensió després de la Segona Guerra Mundial. Actualment és una població tradicional de caçadors i pescadors.
El seu nom significa "el gran dit gros" (per una muntanya propera) en l'idioma inuit de Groenlàndia.